# 1673
Il 1673 (MDCLXXIII in numeri romani) è un anno  del XVII secolo.

## Eventi
- Viene ricostruita Panama dopo il gravoso attacco da parte di Henry Morgan.
- 21 agosto – Battaglia di Texel: Nell'ambito della Terza guerra anglo-olandese, la flotta olandese sconfigge quella inglese.

## Nati

### Gennaio
- 5 gennaio - Carlo di Brandeburgo-Schwedt, generale tedesco († 1695)
- 11 gennaio - Cristiano Augusto di Holstein-Gottorp, vescovo luterano tedesco († 1726)
- 12 gennaio - Rosalba Carriera, pittrice italiana († 1757)
- 18 gennaio - Christopher Butler, arcivescovo cattolico e nobile irlandese († 1757)
- 19 gennaio - Costantino Gatta, medico, antiquario e storico italiano († 1741)
- 19 gennaio - Christoph Franz von Hutten, vescovo cattolico tedesco († 1729)
- 23 gennaio - Violante Beatrice di Baviera, principessa e politica tedesca († 1731)
- 30 gennaio - Marc-Antoine Legrand, attore teatrale e drammaturgo francese († 1728)
- 31 gennaio - Luigi Maria Grignion de Montfort, presbitero francese († 1716)

### Febbraio
- 1º febbraio - Alessandro Marcello, compositore italiano († 1747)
- 3 febbraio - Philip Stanhope, III conte di Chesterfield, nobile inglese († 1726)
- 9 febbraio - Francesco Filippo d'Este, nobile
- 15 febbraio - Johann Philipp Franz von Schönborn, vescovo cattolico tedesco († 1724)
- 22 febbraio - Luisa Elisabetta di Württemberg-Oels, nobile tedesca († 1736)

### Marzo
- 9 marzo - Bartolomeo Pucci, vescovo cattolico italiano († 1737)
- 11 marzo - Xavier Ehrenbert Fridelli, gesuita, missionario e cartografo austriaco († 1743)
- 15 marzo - Johann Christoph Müller, cartografo tedesco († 1721)
- 15 marzo - Gabriel Taschereau de Baudry, politico e nobile francese († 1755)
- 16 marzo - Jean Bouhier, giurista e magistrato francese († 1746)
- 22 marzo - Giuseppe Amico di Castell'Alfero, militare italiano († 1751)
- 30 marzo - Louis d'Aubusson de la Feuillade, generale francese († 1725)

### Aprile
- 11 aprile - Nicolaes Verkolje, incisore, pittore e disegnatore olandese († 1746)
- 16 aprile - Francesco Feroci, compositore, organista e poeta italiano († 1750)
- 23 aprile - Benigno da Cuneo, francescano italiano († 1744)
- 26 aprile - Guglielmina Amalia di Brunswick-Lüneburg († 1742)
- 28 aprile - Claude Gillot, pittore francese († 1722)

### Maggio
- 5 maggio - Filippo Ernesto di Schleswig-Holstein-Sonderburg-Glücksburg, duca († 1729)
- 16 maggio - Charles du Plessis d'Argentré, vescovo cattolico francese († 1740)
- 17 maggio - Lothar Joseph Dominik von Königsegg-Rothenfels, generale e diplomatico austriaco († 1751)
- 19 maggio - Federico III d'Assia-Homburg, nobile tedesco († 1746)
- 20 maggio - Carlo Orazi, presbitero e missionario italiano († 1755)
- 29 maggio - Cornelis van Bynkershoek, giurista olandese († 1743)

### Giugno
- 1º giugno - Luisa Francesca di Borbone, nobile francese († 1743)
- 10 giugno - René Duguay-Trouin, ammiraglio e corsaro francese († 1736)
- 11 giugno - Bernard Picart, incisore francese († 1733)
- 20 giugno - Giuseppe Maria Ercolani, religioso italiano († 1759)

### Luglio
- 5 luglio - Friedrich Heinrich von Seckendorff, nobile, feldmaresciallo e diplomatico tedesco († 1763)
- 18 luglio - Edvige del Palatinato-Neuburg, principessa († 1722)
- 25 luglio - Santiago de Murcia, chitarrista e compositore spagnolo († 1739)
- 27 luglio - Pietro Paltronieri, pittore italiano († 1741)

### Agosto
- 3 agosto - Giovanni Battista Altieri, cardinale e arcivescovo cattolico italiano († 1740)
- 6 agosto - Henry FitzJames, I duca di Albemarle, generale inglese († 1702)
- 6 agosto - Giovanni Marangoni, teologo e archeologo italiano († 1753)
- 7 agosto - Giovanni Carlo Bonlini, letterato italiano († 1731)
- 10 agosto - Johann Konrad Dippel, alchimista tedesco († 1734)
- 11 agosto - Richard Mead, medico britannico († 1754)
- 13 agosto - Giuseppe Melani, pittore italiano († 1747)
- 22 agosto - Natal'ja Alekseevna Romanova, drammaturga russa († 1716)
- 30 agosto - Vincenzo Giustiniani, III principe di Bassano, nobile italiano († 1754)

### Settembre
- 3 settembre - Maddalena Sibilla di Sassonia-Weissenfels, duchessa tedesca († 1726)
- 13 settembre - Franz Retz, gesuita ceco († 1750)
- 21 settembre - Jean-Aimar Piganiol de La Force, scrittore e geografo francese († 1753)
- 27 settembre - Luigi Maria Strozzi, nobile e vescovo cattolico italiano († 1736)

### Ottobre
- 10 ottobre - Francesco Gaetano Gonzaga, nobile italiano († 1735)
- 16 ottobre - Mary Tudor, contessa di Derwentwater, nobildonna e attrice inglese († 1726)
- 26 ottobre - Dimitrie Cantemir, letterato, storico e filosofo romeno († 1723)
- 27 ottobre - Luigi I di Melun, generale francese († 1704)
- 29 ottobre - Gaetano Zuanelli, vescovo cattolico italiano († 1736)

### Novembre
- 1º novembre - Mainardo II di Hohenzollern-Sigmaringen, principe († 1715)
- 3 novembre - Matteo Basile, arcivescovo cattolico italiano († 1736)
- 21 novembre - Nicolas Mahudel, gesuita, archeologo e numismatico francese († 1747)

### Dicembre
- 21 dicembre - Tommaso Rossi, filosofo italiano († 1743)
- 22 dicembre - Leandro di Porcia, cardinale e vescovo cattolico italiano († 1740)
- 30 dicembre - Ahmed III, sultano ottomano († 1736)

### Senza giorno specificato
- Joseph Abeille, architetto francese († 1752)
- Francisco Balbasor, militare e matematico italiano († 1743)
- Antoine Banier, mitografo, traduttore e religioso francese († 1741)
- Anton Giulio II Brignole Sale, ambasciatore italiano († 1710)
- Giovanni Battista Caruso, storico italiano († 1724)
- James Drummond, II duca di Perth, nobile scozzese († 1720)
- Gabriele d'Este, nobile italiano († 1734)
- George Graham, orologiaio e inventore inglese († 1751)
- Giovanni Battista Grimaldi, doge († 1757)
- Nicolò Grimaldi, cantante castrato italiano († 1732)
- Mirwais Hotak, condottiero afghano († 1715)
- Giovanni Battista Lama, pittore italiano († 1748)
- Pierre Denis Martin, pittore e disegnatore francese († 1743)
- Gaetano Martoriello, pittore italiano († 1723)
- Enrico Nassau d'Auverquerque, I conte di Grantham, nobile († 1754)
- Iacopo Angelo Nelli, commediografo italiano († 1767)
- George Olivier Wallis, generale austriaco († 1744)
- Carlo Penna, pittore italiano
- Józef Potocki, condottiero polacco († 1751)
- Edward Rich, VI conte di Warwick, conte britannico († 1701)
- James Stanhope, I conte Stanhope, politico e militare britannico († 1721)
- George Wade, generale irlandese († 1748)
- Anne Geneviève de Lévis, nobile francese († 1727)
- Andrea dell'Asta, pittore italiano († 1721)

## Morti

### Gennaio
- 1º gennaio - Carlo Gualterio, cardinale e arcivescovo cattolico italiano (n. 1613)
- 6 gennaio - Wenzeslaus von Thun, vescovo cattolico tedesco (n. 1629)
- 11 gennaio - Bartolomeo Mastri, francescano, filosofo e teologo italiano (n. 1602)
- 15 gennaio - Anne-Marie Martel, religiosa francese (n. 1644)
- 23 gennaio - Elizabeth Stewart, nobildonna scozzese (n. 1610)
- 25 gennaio - Francesco Maria Fiorentini, medico, letterato e storico italiano (n. 1603)

### Febbraio
- 2 febbraio - Kaspar Förster il Giovane, compositore e cantante lirico tedesco (n. 1616)
- 4 febbraio - Hoshina Masayuki, militare giapponese (n. 1611)
- 12 febbraio - Johann Philipp von Schönborn, arcivescovo cattolico tedesco (n. 1605)
- 14 febbraio - Carlo Roberti, cardinale e arcivescovo cattolico italiano (n. 1605)
- 17 febbraio - Molière, commediografo, attore teatrale e drammaturgo francese (n. 1622)
- 18 febbraio - Federico Borromeo, cardinale italiano (n. 1617)
- 25 febbraio - Joseph Caryl, religioso inglese (n. 1602)

### Marzo
- 12 marzo - Margherita Teresa d'Asburgo (n. 1651)
- 15 marzo - Salvator Rosa, pittore, incisore e poeta italiano (n. 1615)
- 19 marzo - Gerrit van Bronckhorst, pittore e disegnatore olandese (n. 1636)
- 20 marzo - Vincenzo Rospigliosi, ammiraglio e nobile italiano (n. 1635)
- 26 marzo - Bernardina Floriani, monaca cristiana e badessa italiana (n. 1603)
- 28 marzo - Adam Pynacker, pittore, incisore e mercante olandese (n. 1620)

### Aprile
- 16 aprile - Pietro Marchetti, chirurgo, anatomista e medico italiano (n. 1589)
- 19 aprile - Pitirim, monaco cristiano e arcivescovo ortodosso russo

### Maggio
- 4 maggio - Richard Brathwaite, poeta inglese (n. 1588)
- 6 maggio - Werner Rolfinck, medico, scienziato e botanico tedesco (n. 1599)
- 9 maggio - Jacques Vallée Des Barreaux, poeta francese (n. 1599)
- 18 maggio - Samuel Des Marets, teologo francese (n. 1599)
- 19 maggio - Ingen Ryūki, poeta e calligrafo cinese (n. 1592)
- 24 maggio - Bartolomeo Corsini, poeta e traduttore italiano (n. 1606)
- 28 maggio - Joan Blaeu, cartografo e editore olandese (n. 1596)
- 29 maggio - Charles Rich, IV Conte di Warwick, nobile britannico (n. 1619)

### Giugno
- 6 giugno - James Hamilton, militare scozzese (n. 1620)
- 6 giugno - Eugenio Maurizio di Savoia-Soissons, nobile francese (n. 1633)
- 25 giugno - Charles de Batz de Castelmore d'Artagnan, nobile e militare francese (n. 1615)

### Luglio
- 4 luglio - Robert Moray, politico scozzese
- 4 luglio - Willem Ormea, pittore olandese (n. 1611)
- 9 luglio - Johann Rudolph Ahle, compositore e organista tedesco (n. 1625)
- 17 luglio - Giulio Pezzola, brigante italiano (n. 1598)

### Agosto
- 11 agosto - Edward Spragge, ammiraglio irlandese (n. 1629)
- 21 agosto - Henry Grey, I conte di Stamford, nobile e militare inglese (n. 1599)

### Settembre
- 6 settembre - Jan Thomas van Ieperen, pittore, incisore e disegnatore fiammingo (n. 1617)
- 14 settembre - Catalano Alfieri, nobile e militare italiano (n. 1602)
- 21 settembre - Lorenzo Imperiali, cardinale italiano (n. 1612)
- 24 settembre - Pieter Holsteijn II, incisore, pittore e disegnatore olandese

### Ottobre
- 2 ottobre - Panagiotis Nikousios, medico ottomano (n. 1613)
- 5 ottobre - Francesco Grue, ceramista italiano (n. 1618)
- 17 ottobre - Thomas Clifford, I barone Clifford di Chudleigh, politico britannico (n. 1630)
- 17 ottobre - Diego Osorio de Escobar y Llamas, vescovo cattolico spagnolo
- 20 ottobre - Barent Fabritius, pittore, incisore e disegnatore olandese (n. 1624)

### Novembre
- 10 novembre - Michele Korybut, sovrano polacco (n. 1640)
- 14 novembre - Mario de' Fiori, pittore italiano (n. 1603)
- 17 novembre - Jacob van der Does, incisore, pittore e disegnatore olandese (n. 1623)
- 29 novembre - Armand de Gramont, nobiluomo francese (n. 1637)

### Dicembre
- 1º dicembre - Anthonie Palamedes, pittore, incisore e disegnatore olandese (n. 1602)
- 6 dicembre - Guillaume le Vasseur de Beauplan, ingegnere, architetto e cartografo francese
- 10 dicembre - Angelo Petricca, missionario e scrittore italiano (n. 1601)
- 11 dicembre - Pier Francesco de' Rossi, nobile e giurista italiano (n. 1591)
- 13 dicembre - Pedro Nuño Colón de Portugal, nobile, politico e militare spagnolo (n. 1618)
- 15 dicembre - Margaret Cavendish, scrittrice, filosofa e saggista inglese (n. 1623)
- 18 dicembre - Giovan Battista Foppa, arcivescovo cattolico italiano (n. 1603)
- 18 dicembre - Francesco Gonzaga, vescovo cattolico italiano (n. 1588)
- 27 dicembre - Sofia Margherita di Anhalt-Bernburg, nobile (n. 1615)
- 31 dicembre - Oliver Saint John, politico britannico (n. 1598)

### Senza giorno specificato
- Karen Andersdatter, nobildonna danese
- Andrea di Totma, santo russo (n. 1638)
- Johannes Bach, musicista tedesco (n. 1604)
- Gennaro Maria D'Afflitto, religioso, architetto e ingegnere italiano (n. 1618)
- Tommaso Del Bene, filosofo, teologo e letterato italiano (n. 1592)
- Filippo Di Chiese, militare e architetto italiano (n. 1629)
- Joannes Baptista Dolar, gesuita e compositore sloveno
- Luis Fernández de Córdoba y Arce, generale e navigatore spagnolo (n. 1593)
- Francesca Zatrillas, nobildonna spagnola (n. 1642)
- Gong Dingzi, scrittore e poeta cinese (n. 1615)
- Regnier de Graaf, anatomista olandese (n. 1641)
- Hu Zhengyan, artista, tipografo e editore cinese (n. 1584)
- Gian Battista Macolino, pittore italiano (n. 1604)
- Giovan Battista Montini, pittore italiano (n. 1613)
- Ignace-Gaston Pardies, fisico, matematico e gesuita francese (n. 1636)
- Pietro De Marino, architetto, ingegnere e cartografo italiano
- Paolo Porpora, pittore italiano (n. 1617)
- Fëdor Alekseevič Rtiščev, filantropo russo (n. 1625)
- Raffaello Vanni, pittore italiano (n. 1595)
- Daniël de Blieck, pittore olandese (n. 1610)
- Henri de Montfaucon de Villars, scrittore francese (n. 1635)

## Calendario
| Calendario 1673 | Calendario 1673 | Calendario 1673 | Calendario 1673 | Calendario 1673 | Calendario 1673 | Calendario 1673 | Calendario 1673 | Calendario 1673 | Calendario 1673 | Calendario 1673 | Calendario 1673 | Calendario 1673 | Calendario 1673 | Calendario 1673 | Calendario 1673 | Calendario 1673 | Calendario 1673 | Calendario 1673 | Calendario 1673 | Calendario 1673 | Calendario 1673 | Calendario 1673 | Calendario 1673 | Calendario 1673 | Calendario 1673 | Calendario 1673 | Calendario 1673 | Calendario 1673 | Calendario 1673 | Calendario 1673 | Calendario 1673 | Calendario 1673 |
| --------------- | --------------- | --------------- | --------------- | --------------- | --------------- | --------------- | --------------- | --------------- | --------------- | --------------- | --------------- | --------------- | --------------- | --------------- | --------------- | --------------- | --------------- | --------------- | --------------- | --------------- | --------------- | --------------- | --------------- | --------------- | --------------- | --------------- | --------------- | --------------- | --------------- | --------------- | --------------- | --------------- |
|                 | 1               | 2               | 3               | 4               | 5               | 6               | 7               | 8               | 9               | 10              | 11              | 12              | 13              | 14              | 15              | 16              | 17              | 18              | 19              | 20              | 21              | 22              | 23              | 24              | 25              | 26              | 27              | 28              | 29              | 30              | 31              |                 |
| Gennaio         | Do              | Lu              | Ma              | Me              | Gi              | Ve              | Sa              | Do              | Lu              | Ma              | Me              | Gi              | Ve              | Sa              | Do              | Lu              | Ma              | Me              | Gi              | Ve              | Sa              | Do              | Lu              | Ma              | Me              | Gi              | Ve              | Sa              | Do              | Lu              | Ma              |                 |
| Febbraio        | Me              | Gi              | Ve              | Sa              | Do              | Lu              | Ma              | Me              | Gi              | Ve              | Sa              | Do              | Lu              | Ma              | Me              | Gi              | Ve              | Sa              | Do              | Lu              | Ma              | Me              | Gi              | Ve              | Sa              | Do              | Lu              | Ma              |                 |                 |                 |                 |
| Marzo           | Me              | Gi              | Ve              | Sa              | Do              | Lu              | Ma              | Me              | Gi              | Ve              | Sa              | Do              | Lu              | Ma              | Me              | Gi              | Ve              | Sa              | Do              | Lu              | Ma              | Me              | Gi              | Ve              | Sa              | Do              | Lu              | Ma              | Me              | Gi              | Ve              |                 |
| Aprile          | Sa              | Do              | Lu              | Ma              | Me              | Gi              | Ve              | Sa              | Do              | Lu              | Ma              | Me              | Gi              | Ve              | Sa              | Do              | Lu              | Ma              | Me              | Gi              | Ve              | Sa              | Do              | Lu              | Ma              | Me              | Gi              | Ve              | Sa              | Do              |                 |                 |
| Maggio          | Lu              | Ma              | Me              | Gi              | Ve              | Sa              | Do              | Lu              | Ma              | Me              | Gi              | Ve              | Sa              | Do              | Lu              | Ma              | Me              | Gi              | Ve              | Sa              | Do              | Lu              | Ma              | Me              | Gi              | Ve              | Sa              | Do              | Lu              | Ma              | Me              |                 |
| Giugno          | Gi              | Ve              | Sa              | Do              | Lu              | Ma              | Me              | Gi              | Ve              | Sa              | Do              | Lu              | Ma              | Me              | Gi              | Ve              | Sa              | Do              | Lu              | Ma              | Me              | Gi              | Ve              | Sa              | Do              | Lu              | Ma              | Me              | Gi              | Ve              |                 |                 |
| Luglio          | Sa              | Do              | Lu              | Ma              | Me              | Gi              | Ve              | Sa              | Do              | Lu              | Ma              | Me              | Gi              | Ve              | Sa              | Do              | Lu              | Ma              | Me              | Gi              | Ve              | Sa              | Do              | Lu              | Ma              | Me              | Gi              | Ve              | Sa              | Do              | Lu              |                 |
| Agosto          | Ma              | Me              | Gi              | Ve              | Sa              | Do              | Lu              | Ma              | Me              | Gi              | Ve              | Sa              | Do              | Lu              | Ma              | Me              | Gi              | Ve              | Sa              | Do              | Lu              | Ma              | Me              | Gi              | Ve              | Sa              | Do              | Lu              | Ma              | Me              | Gi              |                 |
| Settembre       | Ve              | Sa              | Do              | Lu              | Ma              | Me              | Gi              | Ve              | Sa              | Do              | Lu              | Ma              | Me              | Gi              | Ve              | Sa              | Do              | Lu              | Ma              | Me              | Gi              | Ve              | Sa              | Do              | Lu              | Ma              | Me              | Gi              | Ve              | Sa              |                 |                 |
| Ottobre         | Do              | Lu              | Ma              | Me              | Gi              | Ve              | Sa              | Do              | Lu              | Ma              | Me              | Gi              | Ve              | Sa              | Do              | Lu              | Ma              | Me              | Gi              | Ve              | Sa              | Do              | Lu              | Ma              | Me              | Gi              | Ve              | Sa              | Do              | Lu              | Ma              |                 |
| Novembre        | Me              | Gi              | Ve              | Sa              | Do              | Lu              | Ma              | Me              | Gi              | Ve              | Sa              | Do              | Lu              | Ma              | Me              | Gi              | Ve              | Sa              | Do              | Lu              | Ma              | Me              | Gi              | Ve              | Sa              | Do              | Lu              | Ma              | Me              | Gi              |                 |                 |
| Dicembre        | Ve              | Sa              | Do              | Lu              | Ma              | Me              | Gi              | Ve              | Sa              | Do              | Lu              | Ma              | Me              | Gi              | Ve              | Sa              | Do              | Lu              | Ma              | Me              | Gi              | Ve              | Sa              | Do              | Lu              | Ma              | Me              | Gi              | Ve              | Sa              | Do              |                 |